# Noumeno
Nella filosofia di Platone, il noumeno (AFI: /noˈumeno/; dal greco νοούμενον, nooúmenon, participio presente medio-passivo di νοέω, "io penso, pondero, considero") rappresenta una specie intelligibile o idea e indica tutto ciò che non può essere percepito nel mondo tangibile, ma a cui si può arrivare solo tramite il ragionamento. Il noumeno, come concetto, fonda l'idea di metafisica in Platone.
Secondo Sesto Empirico, già Anassagora avrebbe contrapposto ciò che è pensato (νοούμενα) a ciò che appare (φαινόμενα = i fenomeni). La filosofia indiana Vedānta (in particolare l'Advaita), le cui radici risalgono al periodo vedico, parla dell'ātman (sé) in termini simili al noumeno.
Tommaso d'Aquino aveva affermato che Dio sia causa prima efficiente di tutto ciò che esiste e quindi il senso più profondo delle cose. Secondo l'Aquinate, durante la vita terrena Dio non è conoscibile come è in sé e per sé, ma solo mediante le sue opere che sono i suoi effetti visibili. Ciò anticipava l'inconoscibilità dell'essenza ultima delle cose.

## Il noumeno kantiano

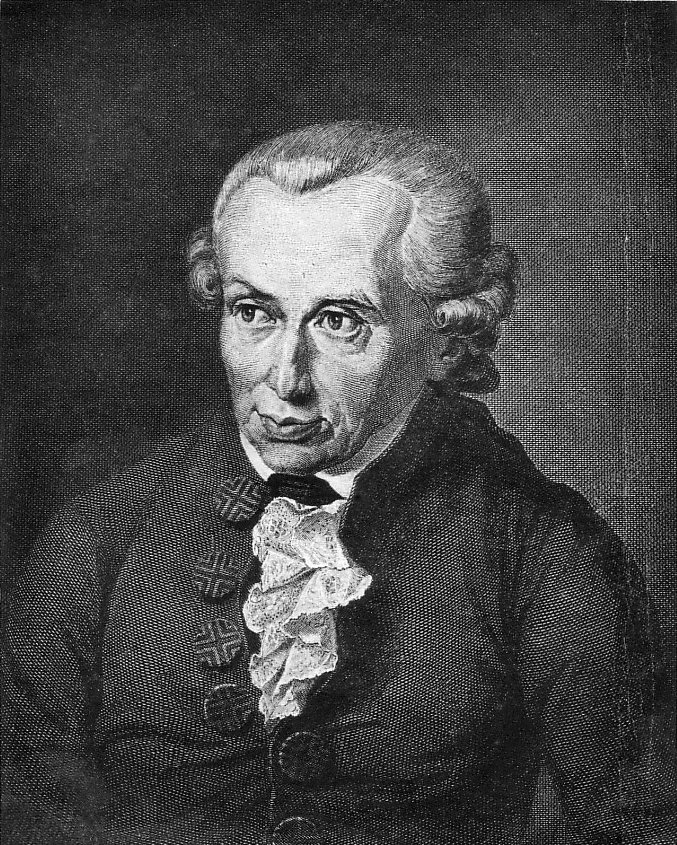
Immanuel Kant

Il noumeno compare anche nella filosofia di Immanuel Kant (dove è anche chiamato cosa in sé, in tedesco Ding an sich). In Kant il noumeno è un concetto dai caratteri problematici che si riferisce a una realtà inconoscibile e indescrivibile che, in qualche modo, si trova "al fondo" dei fenomeni che osserviamo, sullo sfondo, al di là dell'apparenza (di come cioè le cose ci appaiono).
I termini 'noumeno' e 'cosa in sé' non sono in Kant perfettamente sovrapponibili: il noumeno è comunque una rappresentazione o idea della ragione, e come tale risiede nella mente umana; è il modo in cui il pensiero cerca di rappresentare ciò che va oltre la sua capacità di conoscere. La cosa in sé invece è ciò a cui il noumeno si riferisce: è la 'realtà' in quanto esterna alla mente del soggetto, ciò con cui per definizione non si può entrare in alcun rapporto se non tramite il pensiero poiché questo si pone al di là di ogni esperienza possibile. Cartesio lo definisce 'essere formale' contrapponendolo all''essere oggettivo' che risiede nella mente. Nel momento in cui il soggetto si rapporta alla cosa in sé, si può avere un doppio esito: se la cosa in sé viene rappresentata come fenomeno all'interno delle condizioni a priori della sensibilità e dell'intelletto, può dare luogo alla sintesi conoscitiva (materia+forma) che riguarda solo l'apparire della cosa e non la cosa stessa; se la cosa viene cercata 'in sé' e quindi al di fuori delle condizioni in cui può essere conosciuta nel suo apparire, si generano le idee della ragione (noumeno) sulle quali si basa la metafisica.
Per quanto riguarda la cosa in sé ricordiamo quanto ci dice lo stesso Kant, nella classica traduzione di Giorgio Colli, nella seconda edizione della Critica della ragione pura:
[...] la conoscenza della ragione si rivolge soltanto ad apparenze, lasciando per contro che la cosa in sé certo sussista come per sé reale, ma sia da noi sconosciuta.
Da questa distinzione tra 'cosa reale' (fuori dal pensiero) e 'cosa pensata come reale' (dentro al pensiero) deriva la critica di Kant alla metafisica come pretesa 'scienza della cosa in sé'. La posizione di Kant verso la metafisica tradizionale (approfondita soprattutto nella dialettica trascendentale) si può così riassumere: la metafisica è nel giusto quando pone la cosa in sé come qualcosa che va oltre l'esperienza, è meno nel giusto quando tenta qualche ipotesi su questa realtà, rischiando di scivolare nella sfera religiosa; sbaglia quando confonde il noumeno (le proprie idee sulla cosa inconoscibile) con la cosa stessa, illudendosi di conoscere ciò che per definizione sta fuori dalla conoscenza. Il pensiero non può mai uscire da sé stesso per verificare la congruenza delle proprie rappresentazioni con le cose rappresentate (per dirla con Platone, tra le idee e le cose sensibili). Qualsiasi appello alla 'realtà' come indipendente dal pensiero si svolge inevitabilmente dentro al pensiero stesso. È questo il paradosso messo in luce dal soggettivismo cartesiano, tema che attraversa tutta la filosofia moderna, da Cartesio a Kant.
Kant spiega che la ragione non può accedere al noumeno se non come a un "concetto-limite", del quale possiamo solo dire che è a fondamento di tutto ciò di cui facciamo esperienza, motivo per il quale è impossibile fondare razionalmente alcuna metafisica (intesa come scienza di ciò che si trova al di là dell'apparenza sensibile).
Dio è un noumeno inconoscibile, al di là della portata dell'esperienza empirica, motivo per cui la Sua esistenza o inesistenza non possono essere provate in modo definitivo. La fede è tuttavia un valore morale della filosofia pratica, che orienta l'esistenza personale.
L'esplicazione delle relazioni che intercorrono tra la realtà noumenica e quella fenomenica è una delle questioni più spinose della filosofia di Kant. Nella sua Critica della ragion pura, Kant spiega la struttura della comprensione che abbiamo della realtà a partire dalle categorie a priori (che non significa affatto innate, ma indipendenti dall'esperienza, anche se attivabili dall'esperienza medesima) della mente.

## Schopenhauer
Ne Il mondo come volontà e rappresentazione, Schopenhauer identifica la cosa-in-sé kantiana con la volontà (Will in tedesco), intesa come desiderio e pulsione di vivere innata, inconscia, persistente, ineliminabile, cieca e naturale di ogni ente. Essa è eterna, irrazionale e incausata.
Poiché la differenza si dà solo all'interno dello spazio e del tempo, mentre questa volontà è aspaziale e atemporale, quest'ultima è un tutt'uno indifferenziato unico per tutti gli enti. Essa è l'essenza ultima e più intima di tutte le cose, compreso l'essere umano.

## Idealismo tedesco
Secondo Emanuele Severino, l'idealismo tedesco porta a compimento il criticismo kantiano, mostrando e superando l'autocontradditorietà della cosa-in-sé: proprio perché è concepita, pensata e conosciuta essa non può essere "in sé" ed è ricompresa nel dominio del pensiero e della conoscenza soggettiva umana.
L'idealismo ripristina l'identità di pensiero ed Essere, certezza e verità, che si era persa con Cartesio e Kant. Il fenomeno è la vera realtà in sé che appare: «ciò che appare nel pensiero è la vera realtà, il vero essere». Tutto ciò che è è nel pensiero, «il pensiero è il Tutto, […] il Tutto è l’Essere che viene pensato dal pensiero».